# Restituta Joseph
Restituta Joseph (Restituta Joseph Kemi; * 30. Juli 1971 in Singida) ist eine tansanische Mittel- und Langstreckenläuferin.

## Leben
Sie nahm dreimal an Olympischen Spielen teil. 1996 in Atlanta startete sie im 800-Meter-Lauf, schied jedoch bereits in der Vorrunde aus. Auch bei ihren weiteren Olympiateilnahmen – 2000 in Sydney im 10.000-Meter-Lauf und 2004 in Athen im 5000-Meter-Lauf – konnte sie sich nicht für das Finale qualifizieren.
Den internationalen Durchbruch schaffte Joseph Ende der 1990er im Crosslauf. 1998 und 1999 wurde sie bei den Crosslauf-Weltmeisterschaften jeweils Fünfte auf der Kurzstrecke. Bei den Leichtathletik-Weltmeisterschaften 1999 in Sevilla belegte sie dann den dreizehnten Platz im 10.000-Meter-Lauf.
Ihre größten Erfolge hatte sie jedoch bei Straßenläufen erfolgreich. 1997 und 1999 gewann sie die Corrida de Langueux. 2000 siegte sie im 10-Kilometer-Rennen des Paderborner Osterlaufs und beim Malmö-Halbmarathon. Sie wurde Dritte beim Tilburg Ladies Run 10 K und gewann den Great South Run sowie den Zürcher Silvesterlauf. Im darauffolgenden Jahr war sie beim London-Marathon als Tempomacherin tätig (und beendete das Rennen in 2:43:52 h), triumphierte beim Darmstädter Stadtlauf sowie erneut beim Great South Run und belegte bei den Halbmarathon-Weltmeisterschaften 2001 in Bristol den fünfzehnten Platz. 2002 gewann sie den Montferland Run, und 2003 siegte sie innerhalb einer Woche beim Dam tot Damloop und bei der Route du Vin. 2005 wurde sie Zweite beim Portugal-Halbmarathon.
Restituta Joseph ist 1,64 m groß und wiegt 56 kg.

## Persönliche Bestzeiten
- 800 m: 2:08,31 min, 26. Juli 1996, Atlanta
- 1500 m: 4:10,01 min, 13. Juni 2001, Kassel
- 3000 m: 8:44,28 min, 20. Juli 2001, Monaco
  - Halle: 8:51,23 min, 2. Februar 2003, Stuttgart (tansanischer Rekord)
- 5000 m: 15:05,33 min, 22. Juli 2001, London
  - Halle: 15:04,73 min, 5. Februar 2003, Dortmund (tansanischer Rekord)
- 10.000 m: 31:32,02 min, 13. Juni 1999, Villeneuve-d’Ascq (tansanischer Rekord)
- Halbmarathon: 1:07:59 h, 12. Juni 2000, Malmö (tansanischer Rekord)